# Catena Mundi
Catena mundi (срп. вериге света) је енциклопедија српског народа коју је приредио Предраг Драгић. То је збирка историјских списа и других публикација које су написали различити аутори. Прво издање у два тома објављено је 1992. године. Међу ауторима чији су радови уврштени су: Милош Црњански, Владета Јеротић, Радивоје Пешић, Александар Соловјев, Јован Дучић, Растко Петровић, владика Николај Велимировић и још преко две стотине аутора...„Catena mundi” је синтеза српске историје и духовности у њеном двомиленијумском току и према оцени рецензената и приказивача „духовна енциклопедија српског народа”.
Издавачка кућа Catena mundi носи име по овој енциклопедији.

## О енциклопедији
Објављено је до сада четири тома енциклопедије Catena Mundi:
- Catena mundi : српска хроника на светским веригама. Књ. 1 - 1992.
- Catena Mundi : српска хроника на светским веригама. Књ. 2 - 1992.
- Catena mundi. Књ. 3, О националном идентитету Срба - 2016.
- Catena mundi. Књ. 4, O националном идентитету Срба - 2020.

Прва два тома енциклопедије објавиле су "Ибарске новости" (Краљево) и "Матица Срба и исељеника из Србије" (Београд), трећи и четврти том издавачка кућа "Catena mundi"
из Београда.
Приређивач првог и другог тома енциклопедије био је Предраг Р. Драгић Кијук, трећег тома Бранимир Нешић и Срђан Петровић, а четвртог тома енциклопедију је приредио Бранимир Нешић.
Укупно сва четири тома енциклопедије Catena mundi садрже преко 3800 страна, 39 старих географских карата у пуном колору, скоро 500 текстова о српском трајању на веригама света, и где је 400 аутора потписало своје ауторство.
Енциклопедија Catena mundi (први и други том) представља синтезу српске историје и духовности у њеном двомиленијумском току. То је „зборник о српству и Србима, свему ономе што су чинили и, нарочито, оном чему су тежили, уједно и буквар и света књига“. Књига уобличава духовну и цивилизацијску традицију и најзначајније домете српске историје на Балкану.Међу многим познатим именима уврштени су радови: Милоша Црњанског, Владете Јеротића, Радивоја Пешића, Александра Соловјева, Јована Дучића, Растка Петровића, владике Николаја Велимировића и још преко две стотине аутора.
Енциклопедија Catena mundi (трећи том) се бави поразима и победама, заблудама и визијама српског народа на веригама света. Сабрани су радови више од 100 српских и светских признатих аутора о тајни постојања и трајања српског идентитета на размеђима империја, религија и цивилизација. Енциклопедија садржи најзначајније текстове о српском националном идентитету, али и позитивним примерима успостављања континуитета српске националне мисли и политике. У трећем тому енциклопедије Catena mundi налазе се текстови – Јована Цвијића, Исидоре Секулић, Слободана Јовановића, Димитрија Богдановића, Василија Крестића, Милорада Екмечића, Милана Кашанина, Георгија Острогорског, Александра Соловјева, Јованке Калић, Михаила Динића, Василија Ђерића, Јована Тирфуноског, Жарка Видовића, Зорана Мишића, Растка Петровића, Владимира Дворниковића, Александра Ломе, Јевта Дедијера, Тибора Живковића, Љубомира Дурковића Јакшића, Дарка Танасковића, Хасана Репца, Дејана Медаковића, Саве Текелије, Стевана Стратимитовића, Вука Винавера, Милоша Ковачевића, Александра Милановића и многих других.
Енциклопедија Catena mundi (четврти том) представља природни наставак трећег тома, композиционо и тематски компатибилна са прва два, али са потпуно новим материјалима. Бави се проучавањем друштвеног континуитета и националног идентитета српског народа кроз векове. Стотину признатих аутора, српских и светских научника, у четвртом тому дају одговоре на бројна питања. 